# Johan Blot
Pour les articles homonymes, voir Blot.
Johan Blot, né le 21 janvier 1975 à Évreux en (France), est un joueur puis entraîneur français de basket-ball. Il évolue au poste d'ailier avant de prendre sa retraite sportive en 2014.

## Clubs Successifs
- 1994-1995 :  ALM Évreux Basket (Pro B)
- 1995-1996 :  Vienne - Saint-Romain (Pro B)
- 1996-2000 :  GET Vosges (Pro B)
- 2000-2003 :  CS Autun Basket (NM1)
- 2003-2004 :  FC Mulhouse Basket (Pro B)
- 2004-2006 :  Entente Orléanaise Loiret (Pro B)
- 2006-2007 :  Entente Orléanaise Loiret (Pro A)
- 2006-2011 :  Abeille Des Aydes Blois Basket  (NM1)
- 2011-2014 :  ES Ormes (NM2)